# Salomon van Ruysdael

Landskap med sädesfält av Salomon van Ruysdael. Olja på duk, 1638, Hallwylska museet.

Salomon van Ruysdael, född mellan 1600 och 1603 i Naarden, död 1670 i Haarlem, var en nederländsk konstnär. Han var farbror till Jacob Isaakszoon van Ruysdael.
Ruysdaels lärare är okänd, men han influerades av Esaias van de Velde, Pieter de Molyn och Jan van Goyen. Från 1616 verkade han i Haarlem, men hämtade sina motiv från vitt skilda delar av Holland. Ruysdael målade främst landskap, mariner och stilleben.